# Свети Никола (Драгожел)
Вижте пояснителната страница за други значения на Свети Никола.
„Свети Никола“ (на македонска литературна норма: „Свети Никола“) е възрожденска православна църква в тиквешкото село Драгожел, южната част на Северна Македония.
Макар да няма точни данни за времето на изграждане, по архитектурните особености това е видимо XIX век. Църквата е трикорабна с дървени тавани, характерни за селските църкви от XIX век в Тиквешията и Гевгелийско. Средният кораб е по-висок от страничните. Църквата е осветена с по два прозореци на южната и северната стена. Наосът на църквата е отделен от притвора с две колони. Църквата има отворени тремове на северната и западната страна. Вътрешността ѝ е изписана с фрески. На западната стена е Страшният съд. На южната са светите воини: Свети Георги, Свети Димитър и други, а над тях е Свети Илия на колесница (Възнесение на Свети Илия). В олтарното пространство е изобразена старозаветната композиция Жертва Аврамова, а в олтарната апсида в първата зона са светите архиереи, а над тях Богородица со маликия Христос пред себе си. Църквата е запусната.